# تشارلي هاريسون
تشارلي هاريسون (بالإنجليزية: Charlie Harrison)‏ (1861 في المملكة المتحدة - ) هو لاعب كرة قدم بريطاني (وحمل سابقاً جنسية المملكة المتحدة لبريطانيا العظمى وأيرلندا) في مركز حراسة المرمى. لعب مع بولتون واندررز.